# ゾフィー・フォン・メクレンブルク
ゾフィー・フォン・メクレンブルク（独：Sophie von Mecklenburg, 1557年9月4日 - 1631年10月14日）は、デンマーク＝ノルウェーの王フレゼリク2世の王妃。

## 生涯
メクレンブルク公ウルリヒ3世と妃エリサベト（デンマーク王フレゼリク1世の娘）の娘として、ヴィスマール（現在のドイツ・メクレンブルク＝フォアポンメルン州の都市）で生まれた。
1572年7月20日、コペンハーゲンで従兄であるフレゼリクと結婚。7子をもうけた。
- エリサベト（1573年 - 1626年） - ブラウンシュヴァイク公ハインリヒ・ユリウス妃
- アンナ（1574年 - 1619年） - イングランド王ジェームズ1世の王妃。英語名アン・オブ・デンマーク
- クリスチャン4世（1577年 - 1648年）
- ウルリク（1578年 - 1624年）
- アウグスタ（1580年 - 1639年） - ホルシュタイン＝ゴットルプ公ヨハン・アドルフ妃
- ヘゼヴィ（1581年 - 1641年） - ザクセン選帝侯クリスティアン2世妃
- ヨハン（1583年 - 1602年）

1588年にフレデリクが死ぬと、まだ10代の息子クリスチャンの摂政となった。1593年に摂政を退き、クリスチャンの親政が開始された。
1631年、ゾフィーは隠居先のニュクービンで死んだ。